# Hypsypops rubicundus
Il pesce Garibaldi (Hypsypops rubicundus (Girard, 1854)) è un pesce osseo marino appartenente alla famiglia Pomacentridae. Il suo nome comune è dovuto alla vistosa colorazione rossa, che ricorda quella delle camicie rosse portate dai garibaldini.

## Distribuzione e habitat
Questa specie si incontra lungo la costa pacifica dell'America centrale e settentrionale tra la baia di Monterey e il Messico (Bassa California del Sud e isola di Guadalupe). Popola fondi duri ricchi di anfratti con acque trasparenti, più raramente nelle foreste di kelp. La profondità massima nota per la specie è di circa 30 metri.

## Descrizione

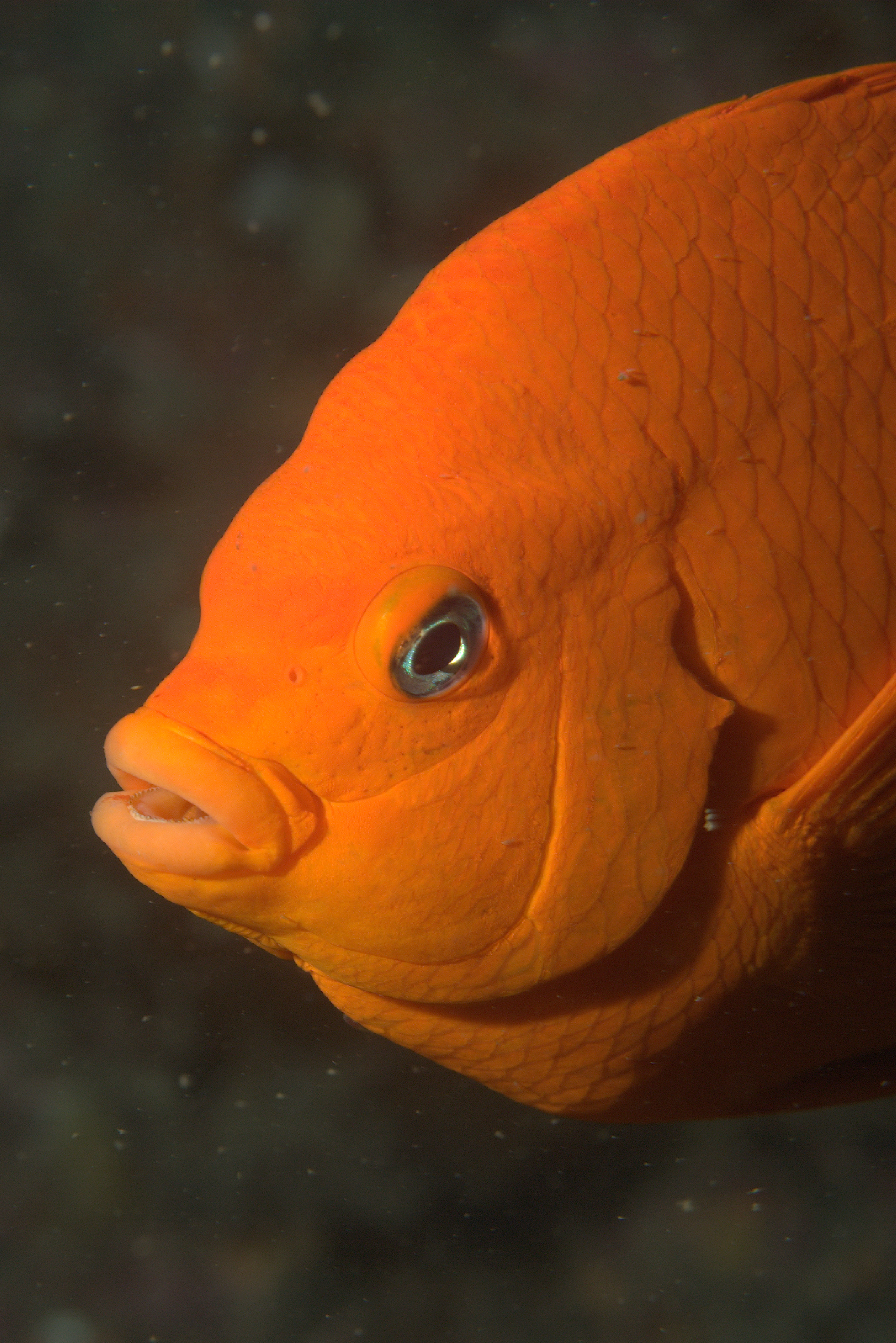

La caratteristica più evidente è l'intensa colorazione arancio-rossastra uniforme, che nelle fasi giovanili può essere punteggiata di blu più o meno acceso. L'aspetto generale del corpo è quello dei Pomacentridae.
Raggiunge i 30 cm di dimensione massima.

## Biologia
Gli adulti difendono un piccolo territorio.

### Alimentazione
La dieta è basata su invertebrati bentonici.

### Riproduzione
Le uova, deposte sul fondo, vengono difese e ossigenate dal maschio.

## Acquariofilia
È stato allevato in cattività.

## Conservazione
Questa specie è comune in molte parti del suo vasto areale e non ci sono segni di declino delle popolazioni. Per questo la IUCN ha inserito Hypsypops rubicundus nella categoria più bassa di minaccia.